# Duquesne River
Duquesne River är ett vattendrag i Grenada.   Det ligger i parishen Saint Patrick, i den norra delen av landet, 20 km norr om huvudstaden Saint George's. Duquesne River ligger på ön Grenada.